# Korfantów (gemeente)
De gemeente Korfantów is een stad- en landgemeente in het Poolse woiwodschap Opole, in powiat Nyski.
De zetel van de gemeente is in Korfantów.
Op 30 juni 2004 telde de gemeente 9 905 inwoners.

## Oppervlakte gegevens
In 2002 bedroeg de totale oppervlakte van gemeente Korfantów 179,78 km², waarvan:
- agrarisch gebied: 69%
- bossen: 23%

De gemeente beslaat 14,69% van de totale oppervlakte van de powiat.

## Demografie
Stand op 30 juni 2004:
| Omschrijving                   | Totaal | Totaal | Vrouwen | Vrouwen | Mannen | Mannen |
| ------------------------------ | ------ | ------ | ------- | ------- | ------ | ------ |
| eenheid                        | aantal | %      | aantal  | %       | aantal | %      |
| inwoners                       | 9905   | 100    | 5030    | 50,8    | 4875   | 49,2   |
| bevolkingsdichtheid (inw./km²) | 55,1   | 55,1   | 28      | 28      | 27,1   | 27,1   |

In 2002 bedroeg het gemiddelde inkomen per inwoner 1193,28 zł.

## Administratieve plaatsen (sołectwo)
Borek, Gryżów, Jegielnica, Kuropas, Kuźnica Ligocka, Myszowice, Niesiebędowice, Piechocice, Pleśnica, Przechód, Przydroże Małe, Przydroże Wielkie, Puszyna, Rączka, Rynarcice, Rzymkowice, Stara Jamka, Ścinawa Mała, Ścinawa Nyska, Węża, Wielkie Łąki, Włodary, Włostowa.

## Aangrenzende gemeenten
Biała, Łambinowice, Nysa, Prószków, Prudnik, Tułowice